# Bălcăuți (gmina w Rumunii)
Bălcăuți – gmina w Rumunii, w okręgu Suczawa. Obejmuje miejscowości Bălcăuți, Gropeni i Negostina. W 2011 roku liczyła 3070 mieszkańców.